# José Guilherme Queiroz de Ataíde
José Guilherme Queiroz de Ataíde OIH (Coimbra, 16 de agosto de 1956) é um diplomata português (aposentado desde 2023), que desempenhou papel relevante nas negociações que conduziram aos Acordos de Bicesse. 

## Biografia
Nasceu em Coimbra, filho de José Maria Pignatelli de Sena Belo Queiroz de Ataíde e Lemos (1924 - 2011), Engenheiro Civil pela Universidade do Porto, e de sua mulher, Maria Flora de Almeida Feijão (1923 - 2021), licenciada em Matemática pela Universidade de Coimbra.
Fez o ensino primário e secundário no Liceu Francês Charles Lepierre, e o universitário na Faculdade de Direito da Universidade de Lisboa.
Foi aprovado no concurso de admissão aos lugares de adido de embaixada, no Ministério dos Negócios Estrangeiros, aberto em 20 de julho de 1978, sendo o 1.º classificado nesse concurso.
Iniciou a carreira diplomática como adido de embaixada, em 30 de julho de 1979, sendo colocado na Embaixada de Portugal em Roma, em 25 de maio de 1982.
Durante a sua estadia na Itália, foi enviado a desempenhar várias missões em capitais de países do Médio Oriente, nomeadamente na Embaixada de Portugal em Ankara, como encarregado de negócios interino, de 1 de dezembro de 1982 a 2 de janeiro de 1983, na Embaixada no Cairo, de 1 a 31 de Março de 1983, em apoio à preparação da visita oficial ao Egito do Presidente da República Portuguesa, e na Embaixada em Beirute, como encarregado de negócios interino, em janeiro e fevereiro de 1984, durante a guerra civil libanesa.
Foi em seguida secretário de embaixada, em Luanda, a partir de 30 de setembro de 1986, onde serviu sob os Embaixadores António Pinto da França e Alexandre Lencastre da Veiga.
Em 23 de Agosto de 1990, foi nomeado assessor no Gabinete do Secretário de Estado dos Negócios Estrangeiros e da Cooperação, José Manuel Durão Barroso. Nessa qualidade, participou nas negociações que culminaram nos Acordos para um cessar-fogo e eleições em Angola, assinados a 1 de maio de 1991, entre o Presidente de Angola e o dirigente da Unita (os chamados “Acordos de Bicesse”). Segundo a revista britânica Africa Confidential, Ataíde desempenhou então um ‘’papel chave’’ nas negociações.
Em 31 de Outubro de 1991, foi nomeado adjunto diplomático do Primeiro-Ministro, sendo posteriormente colocado na Embaixada de Portugal em Paris, em 17 de outubro de 1994, onde seria promovido a ministro plenipotenciário, em 26 de fevereiro de 1997.
Foi nomeado Cônsul-Geral de Portugal em São Paulo, em 19 de fevereiro de 1998, cargo que exerceria até 14 de outubro de 1999, data em que foi nomeado, em comissão de serviço, para dirigir a delegação do ICEP (atual AICEP) no Brasil, com sede em São Paulo, e acreditado também, para esse efeito, como conselheiro comercial junto da embaixada de Portugal em Brasília.
Voltaria a exercer o cargo de Cônsul-Geral em São Paulo, de outubro de 2007 a abril de 2012.
Em situação de licença da carreira diplomática, foi vice-presidente da empresa holding Portugal Telecom Brasil S. A., com sede em São Paulo, de setembro de 2002 a agosto de 2005.
É licenciado em Direito pela Faculdade de Direito da Universidade de Lisboa (1978), MBA pela NOVA School of Business and Economics (2007) - com um semestre de intercâmbio na Fundação Getulio Vargas (São Paulo) - e Chartered Financial Analyst, pelo CFA Institute, desde dezembro de 2012.

## Família
É trineto, por varonia, do último capitão-mor de Favaios e Alijó, Miguel Pereira Pinto de Queiroz (descendente de Fernando Álvares de Queiroz, o primeiro a usar esse sobrenome, em Portugal) e de sua mulher e prima coirmã, D. Augusta Vaz Guedes de Ataíde (filha do 6.º Morgado do Arco e neta de Dom Luís Inácio de Ataíde Azevedo e Brito Malafaia, senhor da honra de Barbosa e torre de Ataíde).
Pela sua bisavó na linha paterna, Maria José de Lemos Azevedo, é descendente dos Lemos, senhores da Trofa e de Bordonhos, e dos Azevedos, donatários dos Direitos Reais de Paredes da Beira.

## Artigos publicados
- As relações entre Portugal e o Brasil: uma perspectiva económica, Revista Negócios Estrangeiros, n.º 3 (fevereiro de 2002)
- TARGET2 and the rollover of Portugal's Public Debt (01.02.2014)
- Análise da correspondência do governador de São Paulo, António Manuel de Melo e Castro, para a Secretaria de Estado da Marinha e Ultramar, 1797 - 1802 (15.01.2020)

## Condecorações
- Oficial da Ordem do Infante D. Henrique (1983).[9]
- Cavaleiro da Ordem do Mérito da República Italiana (1986).
- Oficial da Ordem da República da Tunísia (1993).[10]
- Comendador da Ordem Ouissam Alaoui, de Marrocos (1995).[11]
- Cavaleiro da Ordem Nacional do Mérito, da França (1998).